# Flammulina velutipes
Collybie à pied velouté, Enoki
Espèce
Flammulina velutipes est une espèce de champignon comestible de la famille des Physalacriaceae, appelé communément collybie à pied velouté ou désigné par son nom japonais enokitaké, abrégé en enoki.

## Description
- Chapeau plat de 5-10 cm, visqueux, jaune orangé à fauvâtre vif.
- Lames larges, peu serrées, crème ochracé.
- Stipe de 5 cm, typiquement velouté de brun roux sombre à noirâtre vers la base, sommet blanc jaunâtre glabre.
- Sporée blanche. Dermatocystides et poils gélifiés.

Chair pâle, odeur faible, "métallique". Bon comestible à l'état très jeune, cultivé au Japon depuis 1969 sous le nom de Enokitaké avec une méthode d'allongement du pied, devenant alors très tendre pour être consommés en soupe comme des vermicelles.

## Habitat
Sur bois mort de feuillus (en particulier de Salix, Fagus et Alnus), parfois sur arbres vivants et affaiblis, en hiver. En bouquets.

## Culture
Il est cultivé en Chine, en Corée et au Japon.

## Synonyme
- Agaricus velutipes Curtis

## Galerie

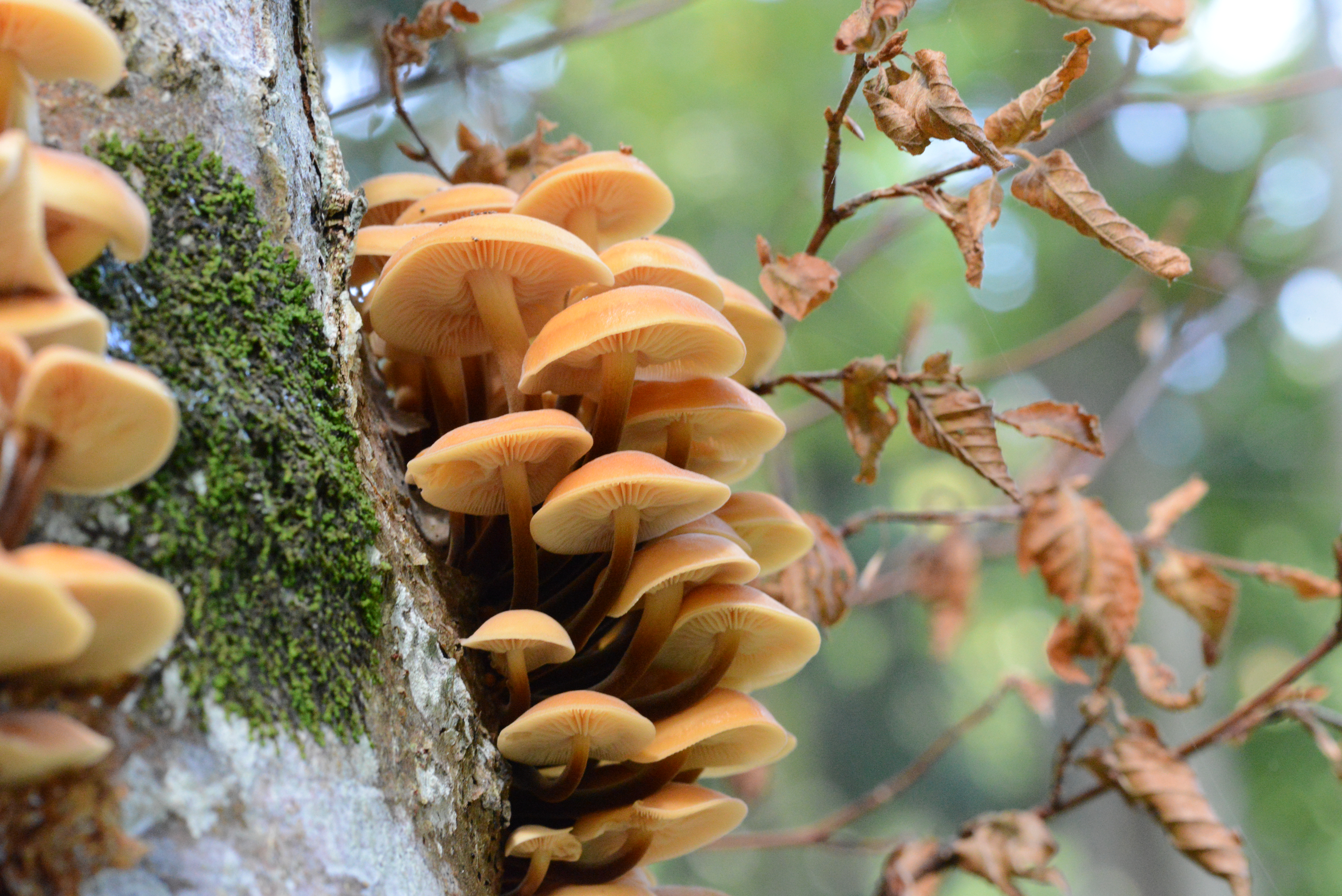
Flammulina velutipes sur Fagus sylvatica
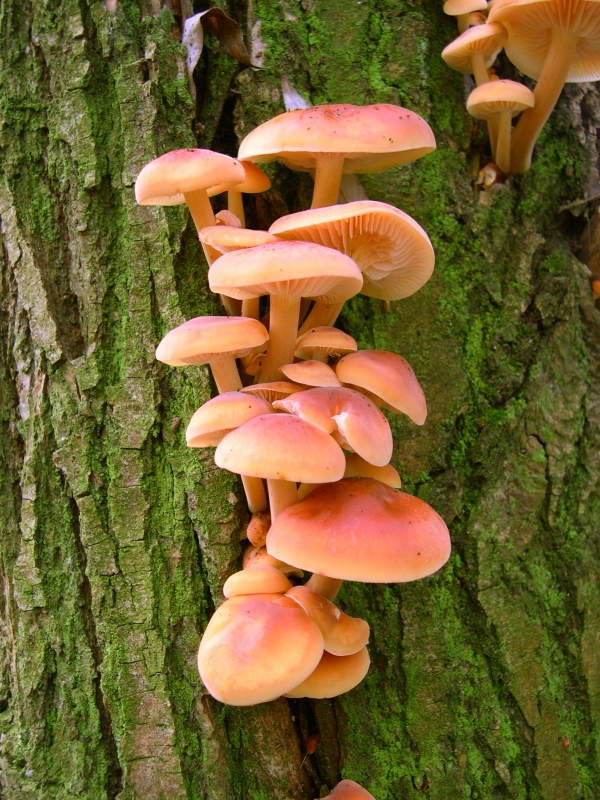
Flammulina velutipes
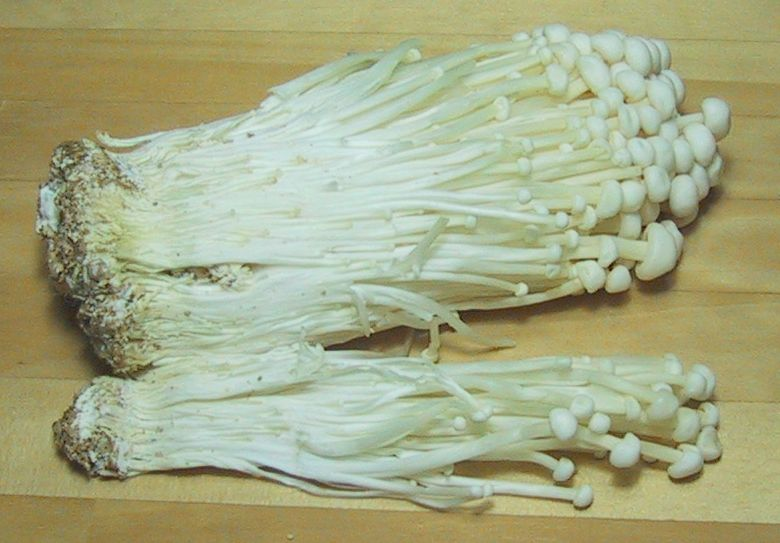
Flammulina velutipes, lorsqu'ils sont cultivés, ne ressemblent pas aux champignons sauvages
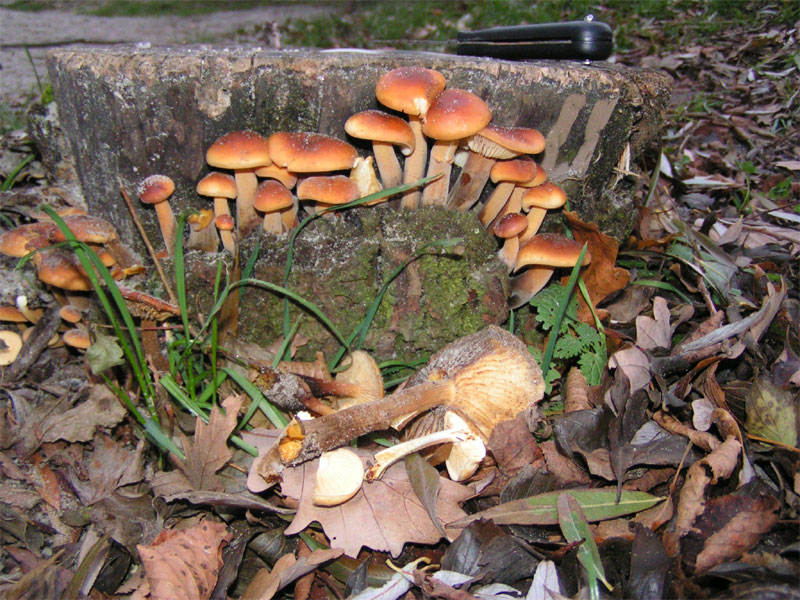
Flammulina velutipes
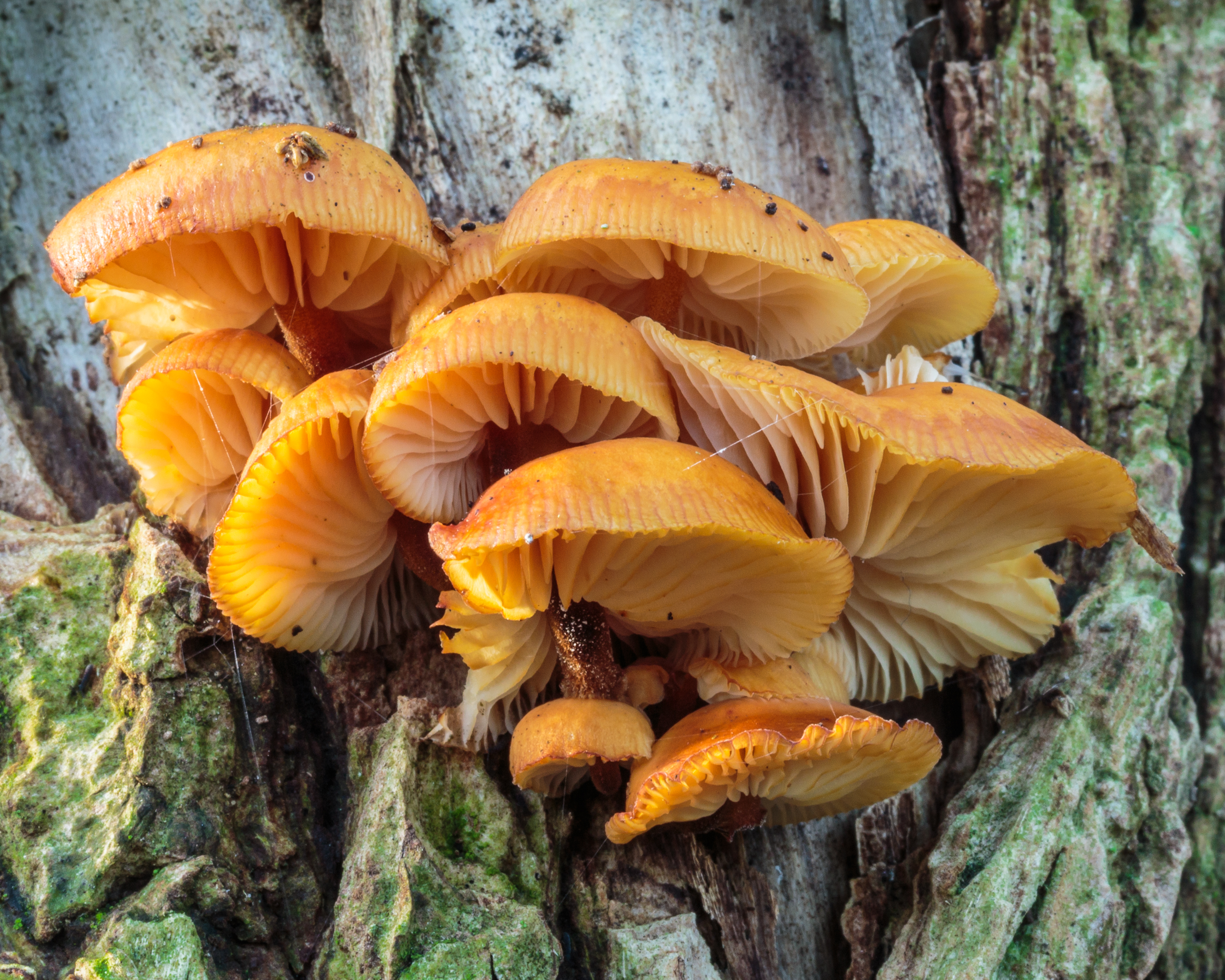
Flammulina velutipes sur du bois mort de Sambucus nigra.
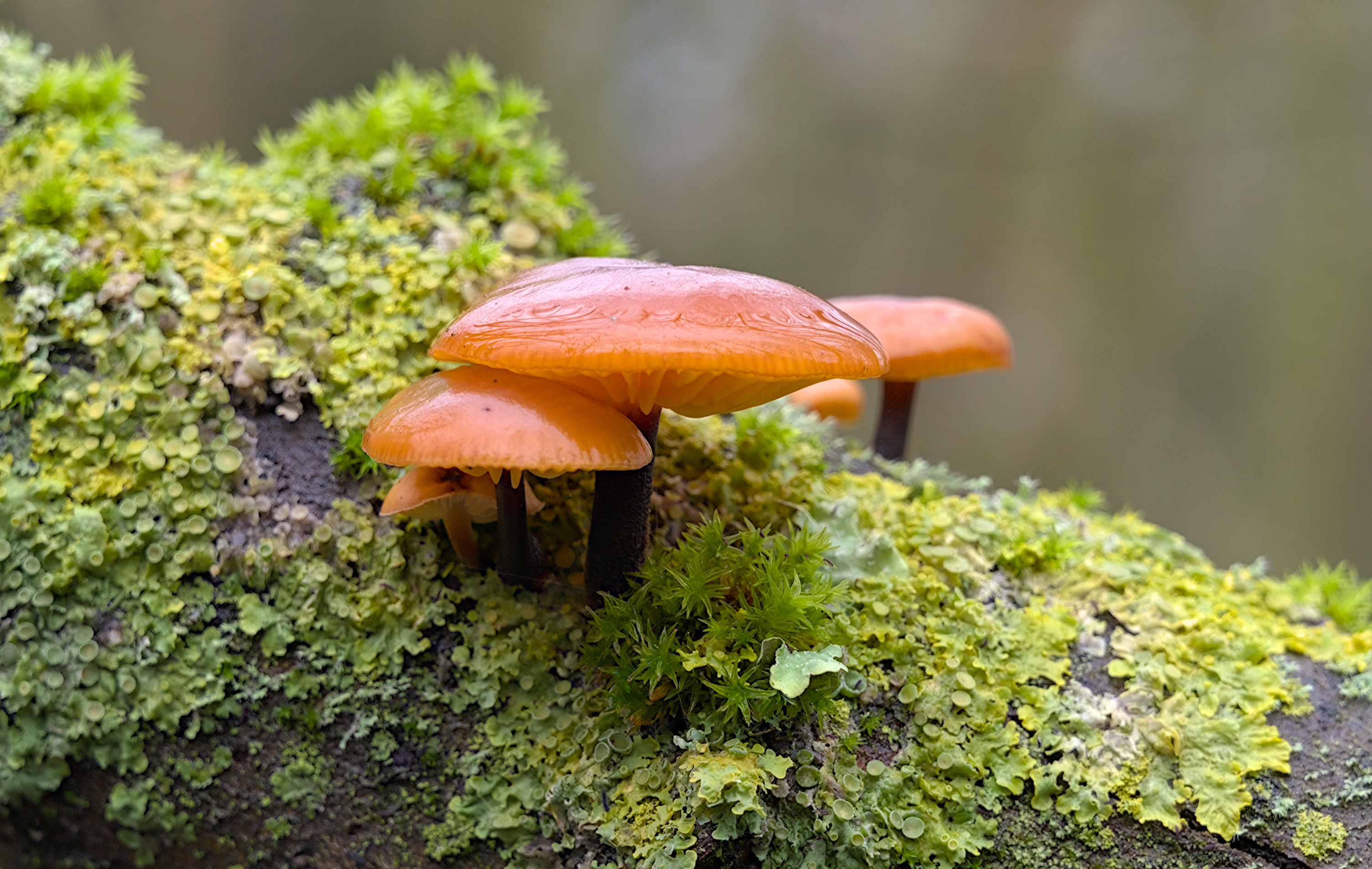
Flammulina velutipes